# 아프니까 병원이다
아프니까 병원이다는 만화가 고리타(본명 이제혁)가 2014년 1월 8일부터 네이버 웹툰 코너에 연재 중인 생활 웹툰이다. 아내가 가족성 용종증으로 큰 수술을 받고 인공항문을 다는 등의 어려운 일상을 많이 순화하여 되도록 밝게 묘사하고 있다. 모든 에피소드는 만화가 자신과 그 아내의 실제 상황을 각색하여 보여준다. 장르면에서 신선하다는 평가를 받음과 동시에, 그림은 복사하여 붙여넣기가 많다는 점에서 비판받는다.

## 등장 인물
- 봉봉혁 : 1974년 생, 웹툰작가로 알레르기성 비염과 만성 축농증을 앓고 있다. 작가 자신을 나타낸 캐릭터.
- 윤윤영 : 봉봉혁의 아내. 가족성 용종증으로 대장 절제수술을 했다. 건강이 매우 나쁘다.

## 참고자료
- '아프니까 병원이다' 고리타 작가 "오해와 진실, 그리고 진심" MBN 2014-06-12
- "아프니까 병원이다"‥ 웹툰에 드러난 상급병실료 - 비싼 상급병실료 완화 정책 반기는 분위기‥"그러나 대형병원 쏠림 심해질 것" 메디파나 뉴스 2014-02-17 06:36